# Jouamaa
Jouamaa (franska: Jouamaa (CR), Jouamaa (Commune Rurale), arabiska: الجوامعة) är en kommun i Marocko.   Den ligger i provinsen Fahs-Anjra och regionen Tanger-Tétouan-Al Hoceïma, i den norra delen av landet, 210 km nordost om huvudstaden Rabat. Antalet invånare är 7 173.